# Дагестан
Дагестан, или званично Република Дагестан (рус. Респу́блика Дагеста́н) је конститутивни субјект Руске Федерације са статусом републике на простору Северног Кавказа.
Главни град републике је град Махачкала.
То је највећа руска република на северном Кавказу, како по површини тако и по броју становника. Дагестан има површину од 50.300 km².

## Етимологија
Територија савременог Дагестана је углавном планинска. Из историјске литературе, а која говори о овој територији или народима у њој, обично је називана планинком земљом на разним језицима.
Званични назив Дагестан познат је од 17. века и значи „планинска земља”, од туркијског даг — „планина” и персијског стан — „земља”. У источним деловима Дагестана, ову републику називају и Лезгистаном.

## Историја
Најстарији записи о региону говоре да је југ Дагестана заузимала античка држава Кавкаска Албанија, чија је престоница био данашњи дагестански град Дербент. Северне делове Дагестана контролисала је, у то време, конфедерација паганских племена. У 1. веку Кавкаска Албанија је владала данашњим Азербејџаном и подручјем настањеним Лезгинима. Њени становници су се борили са Римљанима и Персијанцима и рано су прешли у хришћанство.
Персијски Сасаниди су у 5. веку саградили у Дербенту јаку тврђаву звану Каспијска врата, док су северни део Дагестана заузели Хуни, а после њих Авари. Аварска хришћанска држава звана Сарир је постојала у Дагестану од 5. до 12. века, у почетку у сенци Хазарије и халифата, све до 9. века, када је успоставила сопствену доминацију над регионом. Арапи су у 7. веку победили Персијанце и сукобили се са Хазарима око контроле Дагестана. Под арапским утицајем, ислам постаје прихваћен као религија у градским центрима, а затим се шири и у планинска подручја. Аварска држава коначно нестаје у 12. веку, а локално хришћанство нестаје до 15. века.
На подручју Дагестана се затим успоставља нова муслиманска држава позната као Аварски канат, која је склапала савезе са Златном хордом и Монголима, подржавајући њихове разорне инвазије. У 18. веку, Руски цар Петар Велики је анектирао приморске делове Дагестана, али су они враћени Персији 1735. године, да би их Русија поново заузела 1796. године. Аварски канат се, 1803. године, добровољно укључује у Руско царство, али пошто је руска управа разочарала Дагестанце, дошло је до избијања побуна током 19. века, за време којих је формирана држава позната као Кавкаски имамат. Вође имамата били су Гази Мухамед (1828—1832), Гамзат бег (1832—1834) и Шамил (1834—1859). Кавкаски рат је трајао до 1864, када је Шамил ухваћен, а Аварски канат укинут. Дагестан и Чеченија су се поново побуниле против Русије током Руско-турског рата (1877—1878), али је побуна угушена.
Од 1917. до 1920. године, регион је био део краткотрајне Планинске републике северног Кавказа, да би 1921. године била формирана Дагестанска Аутономна Совјетска Социјалистичка Република. Током 1999. године, група муслиманских фундаменталиста из Чеченије предвођена Шамилом Басајевим извршила је напад на Дагестан, током којег је погинуло неколико стотина бораца и цивила. Овај напад је Русија искористила као повод за инвазију на Чеченију исте године.

## Становништво
| 1989.     | 2002.     | 2010.     |
| --------- | --------- | --------- |
| 1,802,579 | 2,576,531 | 2,910,249 |

Дагестан има 2.576.531 становника и представља изразито мешовиту вишенационалну средину у којој, према попису из 2002. године, око 75% становништва чине народи североисточног кавкаског порекла (Авари, Даргинци, Лезгини, Лакци, Табасарани, Чечени, итд), затим око 20% становништва народи туркијског порекла (Кумици, Ногајци, Азери), док око 5% становништва чине Руси.
Појединачно гледано, у Дагестану су најбројнији следећи народи (према попису из 2002. године):
- Авари = 758.438 (29,4%)
- Даргинци = 425.526 (16,5%)
- Кумици = 365.804 (14,2%)
- Лезгини = 336.698 (13,1%)
- Лакци = 139.732 (5,4%)
- Руси = 120.875 (4,7%)
- Азери = 111.656 (4,3%)
- Табасарани = 111.152 (4,3%)
- Чечени = 87.867 (3,4%)
- Ногајци = 38.168 (1,5%)

### Језици
Службени језик је руски, а говори се преко 30 локалних језика.

### Религија
90,7% становништва Дагестана чине муслимани, а 9,3% су хришћани.

### Највећи градови
| Махачкала Хасавјурт | 1.  | Махачкала          | 577.990 | Дербент Каспијск |
| Махачкала Хасавјурт | 2.  | Хасавјурт          | 133.929 | Дербент Каспијск |
| Махачкала Хасавјурт | 3.  | Дербент            | 119.961 | Дербент Каспијск |
| Махачкала Хасавјурт | 4.  | Каспијск           | 103.914 | Дербент Каспијск |
| Махачкала Хасавјурт | 5.  | Бујнакск           | 65.735  | Дербент Каспијск |
| Махачкала Хасавјурт | 6.  | Избербаш           | 56.301  | Дербент Каспијск |
| Махачкала Хасавјурт | 7.  | Кизљар             | 47.886  | Дербент Каспијск |
| Махачкала Хасавјурт | 8.  | Кизиљурт           | 32.988  | Дербент Каспијск |
| Махачкала Хасавјурт | 9.  | Дагестанскије Агњи | 27.923  | Дербент Каспијск |
| Махачкала Хасавјурт | 10. | Јужно-Сухокумск    | 10.035  | Дербент Каспијск |

Као и сам Дагестан, и ови градови су углавном етнички мешовити: Авари чине апсолутну етничку већину (62%) у граду Кизилјурт, а релативну етничку већину у градовима Махачкала (21%) и Бујнакск (43%). Даргинци чине апсолутну етничку већину у граду Изербаш (58%), а релативну етничку већину у граду Каспијск (20%). У граду Дагестанские Огни релативну етничку већину чине Табасарани (33%), у граду Кизљару апсолутну етничку већину чине Руси (50%), у граду Хасавјурту релативну етничку већину чине Чечени (35%), а у граду Дербенту релативну етничку већину чине Азери (30%).